# 라인 제도

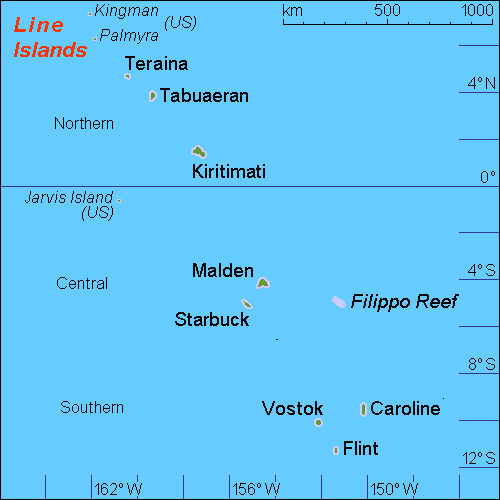
라인 제도

라인 제도(Line Islands)는 태평양 중부에 위치한 제도로, 하와이 제도 남쪽에 위치한다. 가장 큰 섬은 키리바시의 영토인 키리티마티섬이며 면적은 514.74km2, 인구는 8,809명이다. 11개 환초로 나뉘는데 이 중 8개는 키리바시의 영토이며 나머지 3개는 미국의 영토(미국령 군소 제도)이다.
1995년 1월 1일, 키리바시 정부가 날짜 변경선을 동쪽으로 옮기면서 키리바시령 라인 제도의 시차는 UTC+14:00가 되었고, 하와이보다 정확히 24시간 빠른 지역이 되었다. 그래서 세계에서 해가 가장 먼저 뜨는 곳이다. 주로 코프라와 펫피시(Petfish)가 생산된다.
라인 제도는 지리적으로 3개 지역으로 나뉜다.
- 북부 라인 제도
  - 키리티마티섬(크리스마스섬, 키리바시령, 면적 322km2, 인구 5,115명)
  - 타부아에란섬(패닝섬, 키리바시령, 면적 33.7km2, 인구 2,539명)
  - 테라이나섬(워싱턴섬, 키리바시령, 면적 14.2km2, 인구 1,155명)
  - 팔미라 환초(미국령, 면적 6.56km2, 인구 없음)
  - 킹먼 환초(미국령, 면적 0.03km2, 인구 없음)

- 중부 라인 제도
  - 자르비스섬(미국령, 면적 4.45km2, 인구 없음)
  - 몰던섬(키리바시령, 면적 39.3km2, 인구 없음)
  - 필리포 암초(어느 나라의 영토에도 속하지 않음, 면적 없음, 인구 없음)
  - 스타벅섬(키리바시령, 면적 21km2, 인구 없음)

- 남부 라인 제도
  - 캐롤라인섬(키리바시령, 면적 3.76km2, 인구 없음)
  - 보스토크섬(키리바시령, 면적 0.24km2, 인구 없음)
  - 플린트섬(키리바시령, 면적 3km2, 인구 없음)

## 같이 보기
- 폴리네시아 삼각형